# Janne Lindqvist
Jan Erik "Janne" Lindqvist, tidigare Lindqvist Grinde, född 14 maj 1969 i Östersund, är en svensk litteraturvetare.
Lindqvist disputerade 2002 vid Uppsala universitet på avhandlingen Dygdens förvandlingar som behandlar svensk tillfällesdikt ur ett retoriskt perspektiv
Han är universitetslektor vid avdelningen för retorik vid litteraturvetenskapiga institutionen vid Uppsala universitet. Han har också undervisat vid bland annat Högskolan i Gävle och Linköpings universitet, och medverkat i olika radioprogram. Lindqvist är son till musikern Örjan Lindqvist.
I mars 2020 antogs Janne Lindqvist som docent i retorik vid Historisk-filosofiska fakulteten.